# جون ك. وليامز
جون ك. وليامز (بالإنجليزية: John K. Williams)‏ هو محامي وشخصية أعمال وسياسي أمريكي، ولد في 22 أغسطس 1822، وتوفي في 4 أبريل 1880. انتخب عضو جمعية ولاية ويسكونسن.